# Amolinia heydeana
Amolinia es un género monotípico de plantas de la familia Asteraceae.  Su única especie, Amolinia heydeana, es originaria de México y El Salvador.

## Taxonomía
Amolinia heydeana fue descrita por (B.L.Rob.) R.M.King & H.Rob.  y publicado en  Phytologia 24: 266. 1972.
Sinonimia
- Eupatorium heydeanum B.L. Rob. basónimo[3]